# Затикі (Олецький повіт)
Затикі (пол. Zatyki, нім. Sattycken) — село в Польщі, у гміні Олецько Олецького повіту Вармінсько-Мазурського воєводства.
Населення — 214 осіб (2011).
У 1975-1998 роках село належало до Сувальського воєводства.

## Демографія
Демографічна структура станом на 31 березня 2011 року:
|          | Загалом | Допрацездатний вік | Працездатний вік | Постпрацездатний вік |
| -------- | ------- | ------------------ | ---------------- | -------------------- |
| Чоловіки | 105     | 32                 | 68               | 5                    |
| Жінки    | 109     | 36                 | 57               | 16                   |
| Разом    | 214     | 68                 | 125              | 21                   |